# Eric Cartman
Eric Theodore Cartman, meestal kortweg door zijn vrienden met zijn achternaam Cartman aangesproken, is een personage uit de Amerikaanse animatieserie South Park. Zijn stem wordt ingesproken door Trey Parker. Cartman is een van de vier centrale personages, naast Stan Marsh, Kyle Broflovski en Kenny McCormick. Cartman draagt een lichtblauwe muts en een rode jas. Hij verscheen voor het eerst in 1992 in de korte animatiefilm The Spirit of Christmas, waar hij nog Kenny genoemd werd, en verscheen voor het eerst op televisie op 13 augustus 1997 in de pilotaflevering Cartman Gets an Anal Probe.
Kyle, Stan en Kenny haten Cartman en dit is wederzijds. 
Cartman is een (aanvankelijk 9-jarige en later 10-jarige) basisschoolscholier die sinds zijn eerste verschijning is neergezet als agressief, bevooroordeeld, arrogant en narcistisch. In latere seizoenen zijn deze eigenschappen uitgebreid, en is hij psychopathisch en zeer manipulatief gedrag gaan vertonen. Hij wordt later tevens afgeschilderd als zeer intelligent en zijnde in staat moreel verwerpelijke plannen en bedrijfsplannen met succes uit te voeren. Hij is verder een typische pestkop en zeer intolerant jegens andere culturen.

## Beschrijving
Cartman zit net als Stan, Kyle en Kenny gedurende de eerste 58 afleveringen in de third grade op South Park Elementary. Hij is enig kind en wordt opgevoed door zijn alleenstaande, promiscue moeder Liane Cartman. In de aflevering Cartman's Mom is Still a Dirty Slut (seizoen 2) beweert zij een hermafrodiet en Cartmans vader te zijn, maar in 201 (seizoen 14) wordt onthuld dat Liane in werkelijkheid zijn moeder is en dat Jack Tenorman, een fictieve speler bij de Denver Broncos die Cartman in seizoen 5 heeft laten ombrengen, zijn echte vader is.
Cartmans obesitas is voortdurend onderwerp van spot en beledigingen bij de andere personages. Cartman wordt vaak afgeschilderd als de antagonist of schurk wiens acties de belangrijkste gebeurtenissen in een aflevering in gang zetten. Cartman vervreemdt zijn klasgenootjes van zich door zijn ongevoelige, racistische, xenofobische, antisemitische, luie en zelfingenomen gedrag, maar zij worden zo nu en dan beïnvloed door zijn opdringerige, manipulatieve en propagandistische capriolen. Uit de aflevering Tsst blijkt dat dit slechte gedrag grotendeels veroorzaakt wordt door zijn moeder, die hem enorm verwent en geen grenzen stelt.
De Joodse Kyle is vaak het doelwit van Cartmans laster en antisemitisme, hoewel de werkelijke reden eruit lijkt te bestaan dat Kyle in vrijwel alles Cartmans tegenpool is. Hun rivaliteit is met het vorderen van de serie meer uitgesproken geworden, in zo'n mate dat Cartman Kyle met regelmaat aan fysiek gevaar blootstelt. In andere gevallen, echter, doet Kyle enthousiast mee aan Cartmans plannen en in sommige gevallen is Cartman zelfs aardig tegen Kyle. Parker en Stone hebben deze relatie vergeleken met de relatie tussen Archie Bunker en Michael Stivic in de sitcom All in the Family. Kyle heeft de neiging om in zijn ogen veilige weddenschappen met Cartman aan te gaan, maar verliest deze vaak als het Cartman lukt zijn ogenschijnlijk onwaarschijnlijke acties uit te voeren. Cartmans drijfveer is in dit opzicht niet slechts geldelijk gewin, maar eerder een obsessie om Kyle te verslaan en te vernederen, een fixatie die uiteindelijk een grote rol speelt in een subplot in de driedelige aflevering Imaginationland. Deze obsessie blijkt soms andere doelen van Cartman in de weg te staan. Zo sluit hij in de aflevering Christian Rock Hard een weddenschap met Kyle dat hij als eerste een platina album kan krijgen. Tegen alle verwachtingen in behaalt zijn christelijkerockband "Faith+1" daadwerkelijk succes en verkoopt hij meer dan een miljoen platen. Als evenwel blijkt dat christelijkerockbands geen platina albums kunnen krijgen, en Cartman dus de weddenschap verliest, barst hij in woede uit en verliest hij al zijn fans en gemaakte winst. In Red Hot Catholic Love wint Cartman in een weddenschap $10 van Kyle en wrijft dit hem de hele aflevering in, maar wanneer Kyle zich niet meer op stang laat jagen is voor Cartman de lol er direct af. In You're Getting Old, de laatste aflevering van de eerste helft van seizoen 15, lijkt het erop dat Kyle en Cartman een echte vriendschap ontwikkelen, mogelijk als gevolg van Stans schijnbare vertrek. Cartmans afkeer van Stan wordt in de regel geuit in combinatie met zijn haat jegens Kyle, en zijn minachting van Stan als individu is doorgaans beperkt tot zijn ergernis met Stans gevoeligheid, liefde voor dieren en Stans relatie met Wendy Testaburger. Het pesten van Kyle is voor Cartman ook een tijdverdrijf. In de aflevering Smug redt hij zelfs Kyle uit San Francisco, omdat anders de lol er voor hem af is.
Ondanks zijn intolerantie tegenover andere culturen blijkt Cartman bekwaam te zijn in het leren van andere talen. In de aflevering My Future Self n' Me spreekt hij Spaans tegen zijn Latijns-Amerikaanse ondergeschikten, hoewel hij de taal mogelijk alleen geleerd heeft vanuit een praktisch oogpunt. Hij spreekt ook Duits, bijvoorbeeld wanneer hij zich kleedt als Adolf Hitler en een niet-Duitssprekend publiek toespreekt met een plan om de Joden uit te roeien. Ook spreekt hij Duits met een Amerikaans accent in de aflevering Funnybot. In een andere aflevering, Major Boobage, doet hij dienst als een Oskar Schindler voor de katten (en honden) in zijn stad, een zeldzaam subplot gebaseerd op Cartmans altruïsme. 
Kyle is niet het enige doelwit van Cartmans pesterijen. Cartman plaagt ook Kenny met enige regelmaat omdat hij arm is, en bespot Kenny's ouders omdat ze een uitkering hebben. Tijdens gesprekken last hij soms een ongemakkelijke pauze in om Kenny eraan te herinneren dat hij hem haat. Ook Butters wordt vaak door Cartman gepest, voor de gek gehouden, of ingezet voor gevaarlijke klusjes. Butters is erg naïef en Cartman kan hem hierdoor makkelijker dan Kyle pesten, voor de gek houden of manipuleren. Omdat Butters in tegenstelling tot Kyle niet van zich afbijt, is het voor Cartman veel minder leuk om hem te pesten. Butters dient voor Cartman daarentegen meer om hem gevaarlijke of vervelende klusjes te laten doen die de andere jongens niet willen doen. Cartmans relatie met Butters Stotch heeft in latere seizoenen meer aandacht gekregen, hetgeen een weerspiegeling is van een van Parkers bijzondere interesses; de scènes tussen de twee zijn de scènes die hij het liefst schrijft.
Verscheidene afleveringen draaien om Cartmans hebzucht en zijn "get-rich-quick"-plannen, hoewel zijn talrijke pogingen om rijkdom te vergaren over het algemeen mislukken. Zijn extreme minachting voor hippies is een satire op de tegencultuur van de jaren 60 en haar invloed op de hedendaagse maatschappij, een weerspiegeling van Parkers antipathie tegen hippies.